# 天野文博
天野 文博（あまの ふみひろ、1941年10月27日 - ）は、日本の経営者。山陽電気鉄道社長、会長を務めた。

## 来歴・人物
岡山県出身。1965年に関西大学法学部を卒業し、同年に山陽電気鉄道に入社した。1993年に取締役に就任し、1999年6月に常務、2001年6月に専務を経て、2003年6月に社長に就任。2004年6月には阪神電気鉄道の社外取締役に就任した（2013年5月退任）。2009年6月に会長に就任。
2016年11月に旭日中綬章を受章した。